# Richardson Hill
Richardson Hill är en kulle i Antarktis. Den ligger i Östantarktis. Australien gör anspråk på området. Toppen på Richardson Hill är 1 583 meter över havet, eller 42 meter över den omgivande terrängen. Bredden vid basen är 0,61 km.
Terrängen runt Richardson Hill är varierad. Trakten är obefolkad. Det finns inga samhällen i närheten. 